# Buddy Knox
Buddy Knox, född 20 juli 1933 i Happy, Texas, död 14 februari 1999 i Bremerton, Washington, var en amerikansk sångare, gitarrist och låtskrivare.
Som tonåring bildade Knox gruppen The Rhythm Orchids och han upptäcktes av Roy Orbison som rådde Knox att ta kontakt med producenten Norman Petty. Detta ledde till skivkontrakt på Roulette Records och Knox spelade in den egenskrivna kompositionen "Party Doll". Låten klättrade till #2 på Billboard Hot 100 1957. Även uppföljarna "Hula Love" och "Rock Your Little Baby To Sleep" blev hitsinglar samma år. 1958 fick han ytterligare en hitsingel med "Somebody Touched Me". 1961 skrev han kontrakt hos Liberty Records och hans musik blev mer popinriktad. Hans första singel där, "Lovey Dovey", blev en hyfsad hit och nådde #25 på amerikanska singellistan, men framgången höll inte i sig. Knox fick efter 1961 endast en listplacerad låt till i USA med countrylåten "Gypsy Man" 1968. Han avled 1999 till följd av lungcancer.
Buddy Knox är invald i Rockabilly Hall of Fame. Hans låt "Party Doll"  finns med i Rock and Roll Hall of Fames lista "500 låtar som skapade rock'n'roll".

## Diskografi (urval)
Hitsinglar (på Billboard Hot 100)
- 1957 – "Party Doll" (#2)
- 1957 – "Rock Your Little Baby To Sleep" (#23)
- 1957 – "Hula Love" (#12)
- 1958 – "Swingin' Daddy" (#80)
- 1958 – "Somebody Touched Me" (#22)
- 1959 – "That's Why I Cry" / "Teasable, Pleasable You" (#88 / #85)
- 1959 – "I Think I'm Gonna Kill Myself" (#55)
- 1960 – "Lovey Dovey" (#25)
- 1961 – "Ling, Ting, Tong" (#65)